# Urytalpa atriceps
Urytalpa atriceps är en tvåvingeart som först beskrevs av Edwards 1913.  Urytalpa atriceps ingår i släktet Urytalpa, och familjen platthornsmyggor. Enligt den finländska rödlistan är arten otillräckligt studerad i Finland. Enligt den svenska rödlistan är arten nära hotad i Sverige. Arten förekommer i Götaland och Övre Norrland. Artens livsmiljö är lundskogar.